# 丁克·穆里奇
丁克·穆里奇（英語：Dinko Mulić，1983年9月8日—），是一名克羅地亞皮艇運動員，曾代表國家參加2004年雅典奧運及2012年倫敦奧運，不過兩次都未能進入準決賽。